# Onome Ebi
Onome Ebi, née le 8 mai 1983 à Lagos, est une joueuse de football internationale nigériane. Elle évolue au poste de défenseure centrale avec l'équipe du FC Levante Las Planas, et en faveur de l'équipe nationale nigériane, les Super Falcons. 

## Biographie

### Carrière en club
Elle commence sa carrière en club en 2001, au sein des Omidiran Babes d'Osogbo. En 2008, elle joue pour le Bayelsa Queens FC dans le championnat nigérian, avant de rejoindre les clubs de Piteå IF en 2009. En 2010, elle joue en Turquie dans l'équipe Lüleburgaz 39 Spor puis pour l'équipe Djurgårdens IF dans le championnat de Suède de football. En 2011, elle retourne en Turquie dans l'équipe d'Ataşehir Belediyespor dans la Première Ligue. Obi déclare alors « J'ai apprécié mon séjour en Turquie grâce au beau temps. En Suède , le froid m’empêchait de bien jouer au football. Le caractère amateur de la ligue suédoise m'a fait opter pour un retour en Turquie pour le Ataşehir Belediyespor FC dans la première division. »
Elle fait ses débuts en Ligue des champions en août 2012, alors qu'elle joue pour l'Ataşehir Belediyespor. 
Elle retourne en Suède en 2013, pour rejouer en Damallsvenskan, avec le club de Sunnanå SK. Elle se rend ensuite en Biélorussie pour jouer avec le FC Minsk en Premier League biélorusse. Elle est membre de l'équipe qui remporte par deux fois la Premier League, la Coupe de Biélorussie et la Super Coupe biélorusse. 
Dans les compétitions interclubs et internationales, Ebi porte le maillot numéro 5, en raison de l’importance que cela revêt pour elle. Lors de son arrivée à Minsk, ce numéro de maillot étant déjà pris, elle demande le numéro 55 en remplacement. 
Elle signe en 2017 en faveur du club chinois de deuxième division d'Henan Huishang. Elle retourne ensuite à Minsk de 2021 à 2022.
En 2022, elle rejoint le club espagnol du Fútbol Club Levante Las Planas, promu en première division espagnole.

### Carrière internationale
Ebi est membre de l'équipe nationale nigériane et participe aux éditions 2003, 2007, 2011 et 2015 de la Coupe du monde, et aux Jeux olympiques d'été 2008,. 
Elle figure également parmi les 23 joueuses retenues par Thomas Dennerby pour la Coupe du monde 2019 en France. Elle devient ainsi la première joueuse nigériane à participer à cinq Coupes du monde,. 
Ebi est également membre de l'équipe nigériane aux éditions 2008, 2010, 2012, 2014, 2016 et 2018 du Championnat d'Afrique. Elle remporte à quatre reprises cette compétition, en 2010, 2014, 2016 et 2018. 
En 2018, elle remporte le prix de la meilleure joueuse nigériane, trophée décerné par la Fédération du Nigeria de football.